# Concerto per pianoforte (Tippett)
Il Concerto per pianoforte e orchestra fu scritto dal compositore britannico Michael Tippett tra il 1953 e il 1955, su commissione della City of Birmingham Symphony Orchestra. Il carattere generale dell'opera è influenzato dall'ascolto del pianista tedesco Walter Gieseking, delle prove del Concerto per pianoforte n. 4 di Ludwig van Beethoven, nel 1950. Il suo contenuto musicale, sebbene influenzato da questo concerto, fu anche modellato in gran parte sull'opera di Tippett The Midsummer Marriage, che aveva completato nel 1952. Sebbene Tippett avesse concepito il lavoro inizialmente a metà degli anni '40, egli era molto preoccupato per il gran tempo intercorso da The Midsummer Marriage.

## Panoramica
Il Concerto per pianoforte è stato il risultato di uno dei cicli creativi più complessi di Tippett. Gli eventi che hanno avviato il ciclo hanno contribuito alle sue dimensioni concettuali e risalgono al gennaio 1950, quando era immerso nel processo compositivo di The Midsummer Marriage. Gli echi dell'opera risuonano in tutto il Concerto, mentre anche altre due composizioni precedenti: la Fantasia su un tema di Händel (1939-1941) e la Prima Sinfonia (1944-5) hanno un posto di rilievo nel ciclo creativo.
Il concerto era originariamente destinato a Noel Mewton-Wood, che aveva assistito Tippett nel riprodurre parti della riduzione per pianoforte di The Midsummer Marriage che erano state meticolosamente preparate da Michael Tillett, ma purtroppo Mewton-Wood si tolse la vita il 5 dicembre 1953. Ulteriori polemiche sul concerto scoppiarono quando il solista, Julius Katchen, dichiarò il lavoro non eseguibile e uscì poco prima della sua prima nel 1956. Katchen fu sostituito da Louis Kentner.
Con il suo accento sul lirismo e sulla poesia, piuttosto che sull'alto dramma e sull'esibizione virtuosistica, il concerto per pianoforte di Tippett è stato visto dal compositore britannico David Matthews sia come commento che come reazione contro gli aspetti percussivi ed eroici che avevano predominato la scrittura del concerto nei decenni precedenti. Questo approccio era pienamente in linea con il disprezzo dichiarato del compositore per quello che considerava un approccio conflittuale piuttosto che collaborativo al genere. Il lavoro mostra la predilezione di Tippett ad incorporare elementi innovativi all'interno di una struttura formale tradizionale. Segue l'esempio del quarto concerto per pianoforte di Beethoven con un ampio movimento di apertura seguito da due relativamente brevi. La base armonica per gran parte del pezzo, tuttavia, è costruita su accordi di quarta, anziché di terza. Questi accordi sono trattati come consonanti, armonie primarie invece del loro ruolo precedentemente tradizionale di dissonanze che richiedevano una risoluzione. Questa base armonica sostiene un florido lirismo non lontano da The Midsummer Marriage.

## Struttura
Il concerto segue il classico schema a tre movimenti veloce-lento-veloce. In quanto tale, sottolinea il musicologo Kenneth Gloag, si inserisce in uno schema della produzione concertistica di Tippett che rispecchia una traiettoria storica, da quella del concerto grosso nel suo Concerto per doppia orchestra d'archi, a quella del concerto grosso ibrido e del concerto strumentale come tipizzato dal suo Triplo Concerto, dal Concerto triplo di Beethoven e dal Doppio concerto di Johannes Brahms.

### Allegro non-troppo
Convenzionale nella sua forma-sonata, questo movimento si apre dolcemente, ricordando il Quarto Concerto di Beethoven, prima che l'intera orchestra entri in un passaggio in la bemolle che enfatizza il tono pastorale della musica. Gli arabeschi dei legni presentano un piccolo ensemble strumentale di viola smorzata, corni smorzati e celesta. Tippett aveva utilizzato un insieme simile in The Midsummer Marriage, come spiega Ian Kemp, "per enfatizzare le presenze senza tempo che si muovono oltre le realtà superficiali della vita... misteriose ma familiari". Il solista interrompe questo gruppo introducendo un gruppo di temi e motivi etichettati come "secondo tema". Questo tono visionario ritorna due volte: al culmine della sezione di sviluppo e durante la cadenza solista. Questi episodi, dice Kemp, servono come "promemoria imprevedibili ma rassicuranti che la visione [di quelle "presenze senza tempo"] non può mai essere persa". Come in The Midsummer Marriage, Tippett giustappone passaggi di tono contrastante e materiale musicale. Una posizione di questo, come sottolinea John Palmer su Allmusic.com, è il passaggio al secondo tema. Lì, "un'energica linea di sestine inizia un processo canonico che diventa l'accompagnamento di una melodia lirica di note sostenute e arpeggi nella viola solista. Le sestine scompaiono, i corni accompagnano e la celesta entra silenziosamente al ritmo della melodia della viola. Senza preavviso, i fiati e gli ottoni pronunciano ad alta voce frammenti di lunghezza irregolare dal passaggio in sestina tra le pause, arrestando il movimento in avanti."

### Molto lento e tranquillo
Rispetto alla serenità del movimento di apertura, quello centrale è quello che Kemp chiama "denso e inquietante, una sorta di torneo tra canoni ravvicinati senza volto di coppie di strumenti a fiato e cascate maniacali del pianoforte". Questi scambi continuano sui loro corsi separati finché non entrano gli archi acuti. Il solista, ora più meditabondo, calma il prosieguo. Il musicologo e scrittore britannico Arnold Whittall considera questo movimento "più radicale e lungimirante" di quello di apertura, "i suoi conflitti tessiturali e tonali incarnati in una polifonia che è elaborata anche per gli standard di Tippett, e con una forma tripartita che è progressiva piuttosto che chiusa simmetricamente"—abc invece del solito aba.

### Vivace
Mentre l'Allegro di apertura potrebbe aver evocato il Quarto Concerto di Beethoven, il finale è più simile al concerto "Emperor" dello stesso compositore, implicito dal cambio di tonalità di apertura da si a mi bemolle e dal buon umore della musica nel suo complesso. Una lunga sezione per sola orchestra (in contrasto con il pianoforte solo quasi continuo nel movimento precedente) si srotola in tre parti che contengono una serie di piccoli motivi, un tema stridulo e blues nella sua sezione centrale e la ricomparsa della celesta in una codetta. Il solista entra con il suo tema drammatico. Questa sequenza di eventi è in realtà "il primo episodio di uno schema in cui la sezione orchestrale è il tema del rondò, ora diviso nelle sue tre parti con episodi intermedi" (Kemp). Il secondo episodio combina pianoforte e orchestra, il terzo è solo per pianoforte e l'ultimo un duetto per pianoforte e celesta. Il rondò di apertura ritorna e una breve coda gioiosa conclude il concerto in do maggiore.

## Somiglianze conThe Midsummer Marriage
Lo stesso Tippett ha notato la stretta somiglianza del concerto per pianoforte con la sua opera The Midsummer Marriage e ha definito la sua musica "ricca, lineare, lirica, come in quell'opera". Secondo Wilfrid Mellers, il fatto che Tippett seguisse una grande opera corale o un'opera con un'importante opera orchestrale o strumentale era un modello seguito da Tippett più di una volta. Tra le altre opere del compositore, ha scritto infatti la sua Sinfonia n. 1 dopo aver completato il suo oratorio A Child of Our Time e la sua seconda sonata per pianoforte dopo la sua opera King Priam. Kemp e Gloag citano le ampie linee orchestrali del concerto e la florida decorazione di queste linee come una forte reminiscenza dell'opera The Midsummer Marriage. Citano in particolare l'uso della celesta da parte del compositore "per illuminare un regno di mistero e magia" (Kemp).
L'opera ha anche influenzato l'approccio di Tippett alla scrittura solista nel concerto. Pur non ignorando del tutto gli aspetti tradizionali della scrittura dei concerti, Tippett si è concentrato principalmente su una qualità scintillante in cui, scrive Kemp, "le armonie sono emerse dalla pedalata [sic] di linee di gruppi disuguali di note brevi". Il compositore aveva usato questo approccio nel suo ciclo di canzoni The Heart's Assurance, scritto nel 1951, specialmente nella sua impostazione delle parole "i prati del suo respiro nella terza canzone (la musica per la quale, suggerisce Kemp," suona come se fosse il collegamento diretto alle frasi di apertura del concerto").

## L'influenza di Beethoven
Gloag indica il quarto concerto per pianoforte di Beethoven come un'influenza sul concerto di Tippett. Lo stesso compositore descrisse le prove di Gieseking del concerto di Beethoven come "il momento preciso del concepimento" della propria opera. Gloag suggerisce l'apertura silenziosa del concerto, con il solista che introduce un'armonia in sol maggiore, come l'impronta digitale più evidente, dal punto di vista compositivo, al Quarto di Beethoven. Il ritorno di questo tratto di apertura nella tonalità di la bemolle maggiore, continua Gloag, "riflette l'impegno di Tippett" con la Sonata per pianorte n. 31, op. 110. Tuttavia, secondo Arnold Whittall, Tippett "capovolge le convenzioni della forma della sonata beethoveniana" nel movimento di apertura. A differenza dell'intensità dinamica presente nelle opere di Beethoven come la Sinfonia n. 5 e il Concerto "Imperatore", Tippett lascia che "il cambiamento avvenga gradualmente: l'ambiguità e l'evitamento dell'esplicito vengono sfruttate per la loro capacità di suscitare aspettative di coerente prosecuzione".

## Storia della composizione
Nel 1953 Tippett ricevette una commissione dal John Feeney Charitable Trust per scrivere un'opera per la City of Birmingham Symphony Orchestra. Questo era il secondo lavoro commissionato dal Feeney Trust (il primo era stato Meditations on a Theme by John Blow di Sir Arthur Bliss). Prima di allora Tippett aveva suonato con l'idea di scrivere un concerto per pianoforte. Nel 1950 aveva sentito il pianista tedesco Walter Gieseking provare il primo movimento del quarto concerto per pianoforte di Beethoven per un concerto in Inghilterra. Gieseking fu notato per la sua interpretazione di questo concerto, con un critico britannico che scrisse per una esecuzione del febbraio 1936 con la BBC Symphony Orchestra sotto la direzione di Adrian Boult che Gieseking era "il pianista giusto per il quarto concerto di Beethoven", che suonava con "precisione e delicatezza" e offriva agli ascoltatori "tutta la musica, compresa chiaramente, sentita profondamente e vista nel suo complesso". Tippett in seguito scrisse: "Sotto l'influenza di un'esecuzione eccezionalmente poetica ma al tempo stesso classica del movimento di Beethoven, mi sono trovato convinto che si potesse scrivere un concerto contemporaneo, in cui il pianoforte veniva usato ancora una volta per le sue capacità poetiche".

## Analisi musicale
Whittall sostiene che, poiché si trattava di un lungo lavoro orchestrale che ha seguito la prolungata gestazione di un'opera, il Concerto per pianoforte è "una delle composizioni più intriganti e coinvolgenti di Tippett." Aggiunge che segue anche il Concerto per doppia orchestra d'archi e The Midsummer Marriage nella sua miscela di "riflessione lirica e contrappunto" attivo "in una relazione altamente mirata ... [Il] lrirismo tiene il dramma a distanza; ma il "tema" puramente tonale e armonico è ancora ricco e affascinante, mentre le conseguenze formali degli episodi lirici portarono il già complesso rapporto di Tippett con le convenzioni della tradizione classico-romantica verso una nuova fase". Poiché evita la risoluzione tonale convenzionale più di The Midsummer Marriage o della Corelli Fantasia, Whittall considera il concerto "più ambizioso" di queste due opere. Anche così, Whittall trova il concerto irregolare. Mentre trova la "sfocatura della focalizzazione tonale" nel movimento di apertura "altamente efficace ... in armonia con il carattere della musica", e la combinazione di "priorità canoniche e "gli ornamenti elaborati" nel movimento lento "richiedono solo un quadro armonico molto basilare", egli considera il finale "meno memorabile perché il nuovo bisogno di esuberanza e il continuo bisogno di ambiguità tendono a ostacolarsi a vicenda".